# Elijah's Mantle
 (octobre 2021).
Elijah's Mantle est un groupe musical britannique dirigé par le chanteur baryton Mark St. John Ellis, qui mène par ailleurs de nombreux autres projets artistiques. 

## Historique et thématique
Le fondateur du groupe, Mark St. John Ellis, s’inscrit, à l’origine, à l'Academy of Music and Dramatic Arts de Londres (London Academy of Music and Dramatic Art), en songeant à devenir acteur. Mais il s'oriente vers la musique et la composition puis commence à enregistrer en 1993 dans la mouvance cold wave-musique gothique sous le nom du groupe musical Elijah's Mantle. Ses disques sont produits par le label De Nova Da Capo qu'il a fondé la même année.
Elijah's Mantle est influencé par le mouvement gothique, mais également par les arts (notamment la musique classique), la littérature britannique et française du XIXe siècle (Baudelaire, Rimbaud, Verlaine, Lord Byron…), la philosophie, le mysticisme, les religions. On note la présence d'un chœur orchestral où prédominent souvent percussions, flûte, harpe, violon, piano, guitare.
En 1996, Mark St. John Ellis se lance, malgré quelques inquiétudes, dans la réalisation d'une expérience osée, un album « uniquement parlé (en anglais) » consacré aux poètes français symbolistes (Poets and Visionaries). Œuvre de pure poésie qui ne se rattache donc à aucun mouvement musical. En 1999, Ellis reprend ce concept, mais d'une manière plus conventionnelle puisqu'il récite des poèmes d'auteurs romantiques britanniques accompagné, au piano, par Ozymandias, alias le compositeur et pianiste suisse Christophe Terrettaz (album Elijah's Mantle & Ozymandias : The Soul of Romanticism).
Parallèlement à son activité musicale, Mark St. John Ellis exerce dans le domaine du multimédia en combinant les différentes expressions artistiques visuelles (film, vidéo, photographie) avec la littérature. Après la parution en 2010 de sa compilation Observations of an Atheist qui reprend ses principaux thèmes de prédilection, Mark St. John Ellis privilégie désormais ce domaine d'activité en exerçant dans des  galeries d'art, précisant, en 2013, que « Le projet Elijah's Mantle est terminé ».   

## Discographie
Mark St. John Ellis édite et distribue ses œuvres sous son propre label De Nova Da Capo (DNDC).

### Albums
- 1993 : Angels Of Perversity, arrangé et produit par Brendan Perry (Dead Can Dance) (DNDC 001 CD), tracklisting :
  - À la gloire de l'homme (Prologue) — Benedictus — Misere de profundis — Es la perdicion — Paradis Iac — Sanctus — Quem di dilicunt (Part 1) — Quem di dilicunt (Part 2) —  À la gloire de l'homme (Epilogue).
- 1994 : Remedies In Heresies, coproduit par Mark St. John Ellis et Klaus Vormehr (DNDC 002 CD), tracklisting :
  - Lamentations in praise — Gnosis — Laudate dominum — Sorrowful shores from Acheron — Pater agnus dei — Philosophy with a hammer — Pater agnus dei (Vocal).
- 1995 : Sorrows of Sophia, coproduit Mark St. John Ellis et Klaus Vormehr avec l'assistance de Brendan Perry (DNDC 003 CD), tracklisting :
  - Medusa — Tellus mater — Hermaphroditus — Salomé — Narcissus — Our lady of the flowers — Animus anima.
- 1996 : Betrayals And Ecstasies, produit par Mark St. John Ellis (DNDC 006 CD), tracklisting :
  - Litanies of woes — Spleen — History of decay — Portals of opium — Blasphemous prayers — Corrupted ideal / Anointed vessel — Curious chapter of earl lavendar — Spleen, fare thee well.
- 1996 : Poets And Visionaries (parlé), produit par Mark St. John Ellis (DNDC 009 CD), tracklisting :
  - Preface by Charles Baudelaire — Hymn to beauty by Charles Baudelaire — The Windows by Stéphane Mallarmé — Spleen by Paul Verlaine — The Vampire by Charles Baudelaire — Ophelia by Arthur Rimbaud — Night in Hell by Arthur Rimbaud — Adieu by Arthur Rimbaud.
- 1997-1998 : Psalms From Invocations, produit par Mark St. John Ellis avec James Quinn (DNDC 012 CD), tracklisting :
  - Wise words of Eve — Book of Ieû (Gnosis) — Wings of Descension — A Call to Prayer — Misere de profundis / Lacrimosa dies illa — Psalms from invocations.
- 1999 : Elijah’s Mantle & Ozymandias : The Soul of Romanticism, produit par Mark St. John Ellis (DNDC 013 CD), tracklisting :
  - Love's philosophy by Percy Bysshe Shelley — Ozymandias by Percy Bysshe Shelley — When I have fears by John Keats — Surprise by joy… by William Wordsworth — To Aska by Samuel Taylor Coleridge — A complaint by William Wordsworth — Kubla—Khan by Samuel Taylor Coleridge — The world is too much with us… by William Wordsworth — Sonnet on Chillon by Lord Byron — A fragment by Lord Byron — When we two parted by Lord Byron.
- 1999−2000 : Legacy Of Corruption « A Selection of Poems By Charles Baudelaire Set to music », produit par Mark St. John Ellis (DNDC 014 CD), tracklisting :
  - Preface to Les Fleurs du mal (Extract) — Litanies of Satan — L'Outre de la volupté (The Outrage of the Voluptuousness) — Je t'adore — À celle qui est trop gaie (To her who is too gay) — Le Vin de l'assassin (The Murderers Wine) — The Spirit and the Flesh (Extract from La Fanfare) — Abel and Cain — Preface to Les Fleurs du mal (Extract).
- 2002 : Breath Of Lazarus, produit par Mark St. John Ellis (DNDC 015 CD), tracklisting :
  - Part 1 — Part 2 — Part 3 — Part 4.

### Compilations
- 1996 : These Wings Without Feathers, produit par Mark St. John Ellis (DNDC 007 CD), compilation de titres d'artistes du label De Nova Da Capo, tracklisting :
  - The Saracen par Ronan Quays — Axis Mundi par CoEx — Lisa Gerrard (sans titre) — Wings of Descension par Elijah's Mantle — Salt and Bitter Truth par Ronan Quays — CoEx (sans titre) — Dream Song par Lisa Gerrard
- 2010 : Observations of an Atheist, produit par Mark St. John Ellis (DNDC 017 CD), tracklisting :
  - Sanctus — Litanies of Satan by Charles Baudelaire — Sorrowful Shores of Acheron — Book of Ieû (Gnosis) — Tellus Mater — Salomé — Our Lady of the Flowers — Wings of Descension — Misere de Profundis — Psalms from Invocations.

### Collaborations
- 1995 : CoEx, Synaesthesia, simple collaboration artistique (1 CD HOMEBASS / DNDC 004 CD).
- 1996 : Ronan Quays, The Ebbing Wings of Wisdom, simple collaboration artistique (1 CD Ronan Quays / DNDC 008 CD)
- 1999 : The Protagonist, À rebours, Ellis fait la voix sur le titre Mutability (1CD Cold Meat Industry CMI.65)